# Campionato mondiale di motocross 1989
Il campionato mondiale di motocross del 1989, fu la trentatreesima edizione, si disputò su 11 prove dal 16 aprile al 27 agosto 1989.
Al termine della stagione il britannico Dave Thorpe si è aggiudicato il titolo per la classe 500cc, il francese Jean-Michel Bayle si è aggiudicato la 250cc e lo statunitense Trampas Parker ha conquistato la classe 125cc.

## 500 cc

### Calendario
| Prova | Data      | Gran Premio                   | Località            | Vincitore GP     |
| ----- | --------- | ----------------------------- | ------------------- | ---------------- |
| 1     | 2 aprile  | Gran Premio dei Paesi Bassi   | Valkenswaard        | Dirk Geukens     |
| 2     | 16 aprile | Gran Premio di Francia        | Saint-Jean-d'Angély | Dave Thorpe      |
| 3     | 23 aprile | Gran Premio d'Austria         | Schwanenstadt       | Dave Thorpe      |
| 4     | 7 maggio  | Gran Premio d'Italia          | Fermo               | Eric Geboers     |
| 5     | 28 maggio | Gran Premio di Finlandia      | Ruskeasanta         | Jeff Leisk       |
| 6     | 4 giugno  | Gran Premio di Svezia         | Huskvarna           | Kees Van der Ven |
| 7     | 18 giugno | Gran Premio degli Stati Uniti | Hollister           | Ron Lechien      |
| 8     | 2 luglio  | Gran Premio di San Marino     | Baldasserona        | Jeff Leisk       |
| 9     | 30 luglio | Gran Premio di Gran Bretagna  | Farleigh Castle     | Dave Thorpe      |
| 10    | 6 agosto  | Gran Premio del Belgio        | Namur               | Dave Thorpe      |
| 11    | 13 agosto | Gran Premio del Lussemburgo   | Ettelbruck          | Dave Thorpe      |
| 12    | 27 agosto | Gran Premio di Svizzera       | Wohlen bei Bern     | Dave Thorpe      |

### Classifica finale piloti
| Pos. | Pilota           | Moto     | Punti |
| ---- | ---------------- | -------- | ----- |
| 1    | Dave Thorpe      | Honda    | 358   |
| 2    | Jeff Leisk       | Honda    | 293   |
| 3    | Eric Geboers     | Honda    | 279   |
| 4    | Kurt Nicoll      | Kawasaki | 277   |
| 5    | Jacky Martens    | KTM      | 215   |
| 6    | Georges Jobé     | Honda    | 180   |
| 7    | Billy Liles      | Kawasaki | 165   |
| 8    | Kees Van der Ven | KTM      | 164   |
| 9    | Dirk Geukens     | Honda    | 138   |
| 10   | Mervyn Anstie    | Honda    | 125   |

## 250 cc

### Calendario
| Prova | Data      | Gran Premio                   | Localitàa   | Vincitore GP      |
| ----- | --------- | ----------------------------- | ----------- | ----------------- |
| 1     | 16 aprile | Gran Premio di Svizzera       | Payerne     | Alessandro Puzar  |
| 2     | 7 maggio  | Gran Premio d'Austria         | Sittendorf  | Alessandro Puzar  |
| 3     | 28 maggio | Gran Premio di Cecoslovacchia | Sverepec    | Jean-Michel Bayle |
| 4     | 4 giugno  | Gran Premio dei Paesi Bassi   | Heerlen     | Jean-Michel Bayle |
| 5     | 18 giugno | Gran Premio di Francia        | Metz        | Roland Diepold    |
| 6     | 2 luglio  | Gran Premio del Venezuela     | Maracay     | Jean-Michel Bayle |
| 7     | 9 luglio  | Gran Premio degli Stati Uniti | Unadilla    | Rick Johnson      |
| 8     | 23 luglio | Gran Premio di Germania       | Reisersberg | Jean-Michel Bayle |
| 9     | 6 agosto  | Gran Premio di Svezia         | Ulricehamn  | Jean-Michel Bayle |
| 10    | 13 agosto | Gran Premio di Finlandia      | Hyvinkää    | Pekka Vehkonen    |
| 11    | 27 agosto | Gran Premio del Belgio        | Angreau     | Jean-Michel Bayle |

### Classifica finale piloti
| Pos. | Pilota             | Moto     | Punti |
| ---- | ------------------ | -------- | ----- |
| 1    | Jean-Michel Bayle  | Honda    | 327   |
| 2    | Pekka Vehkonen     | Yamaha   | 267   |
| 3    | John Van Den Berk  | Yamaha   | 199   |
| 4    | Gert-Jan Van Doorn | Cagiva   | 167   |
| 5    | Michele Fanton     | Suzuki   | 165   |
| 6    | Peter Johansson    | Yamaha   | 159   |
| 7    | Rodney Smith       | Suzuki   | 151   |
| 8    | Broc Glover        | KTM      | 147   |
| 9    | Marnicq Bervoets   | Kawasaki | 129   |
| 10   | Roland Diepold     | Kawasaki | 102   |

## 125 cc

### Calendario
| Prova | Data      | Gran Premio                   | Località         | Vincitore GP     |
| ----- | --------- | ----------------------------- | ---------------- | ---------------- |
| 1     | 2 aprile  | Gran Premio d'Italia          | Faenza           | Trampas Parker   |
| 2     | 16 aprile | Gran Premio di Spagna         | Moron Front      | Dave Strijbos    |
| 3     | 23 aprile | Gran Premio del Portogallo    | Cortelha         | Alessandro Puzar |
| 4     | 7 maggio  | Gran Premio dei Paesi Bassi   | Oss              | Mike Healey      |
| 5     | 28 maggio | Gran Premio del Belgio        | Borgloon         | Trampas Parker   |
| 6     | 4 giugno  | Gran Premio di Germania       | Gerstetten       | Trampas Parker   |
| 7     | 18 giugno | Gran Premio di Cecoslovacchia | Dalecín          | Trampas Parker   |
| 8     | 2 luglio  | Gran Premio di Gran Bretagna  | Hawkstone Park   | Trampas Parker   |
| 9     | 8 luglio  | Gran Premio d'Irlanda         | Killinchy        | Alessandro Puzar |
| 10    | 6 agosto  | Gran Premio del Brasile       | Campos do Jordão | Alessandro Puzar |
| 11    | 13 agosto | Gran Premio d'Argentina       | Cosquín          | Trampas Parker   |
| 12    | 27 agosto | Gran Premio di Francia        | Ahun             | Alessandro Puzar |

### Classifica finale piloti
| Pos. | Pilota            | Moto   | Punti |
| ---- | ----------------- | ------ | ----- |
| 1    | Trampas Parker    | KTM    | 393   |
| 2    | Alessandro Puzar  | Suzuki | 377   |
| 3    | Mike Healey       | KTM    | 264   |
| 4    | Bob Moore         | KTM    | 240   |
| 5    | Andrea Bartolini  | Honda  | 147   |
| 6    | Edwin Evertsen    | Suzuki | 139   |
| 7    | Dave Strijbos     | Suzuki | 138   |
| 8    | Yves Demaria      | Yamaha | 129   |
| 9    | Marcel Van Drunen | Honda  | 129   |
| 10   | Massimo Contini   | Cagiva | 124   |